# Mattias Blomberg
Bengt Mattias Blomberg (* 1. April 1976 in Falun) ist ein ehemaliger schwedischer Snowboarder.

## Werdegang
Blomberg, der für den Falun SBK startete, nahm im November 1998 in Tandådalen erstmals am Snowboard-Weltcup der FIS teil und errang dabei die Plätze 42 und 23 in der Halfpipe. In der Saison 2003/04 erreichte er mit dem 24. Platz im Big-Air-Weltcup sowie dem 16. Rang im Gesamtweltcup seine besten Gesamtplatzierungen. In der Saison 2004/05 holte er am Mount Bachelor seinen einzigen Sieg im Nor-Am-Cup und belegte bei den Snowboard-Weltmeisterschaften 2005 in Whistler den 25. Platz im Snowboardcross. Bei seiner einzigen Teilnahme an Olympischen Winterspielen im Februar 2006 in Turin fuhr er auf den 28. Platz im Snowboardcross. Seine beste Platzierung im Weltcup erreichte er jeweils mit dem sechsten Platz im März 2007 in Lake Placid sowie im Februar 2008 in Leysin. Seinen 53. und damit letzten Weltcup absolvierte er im März 2009 in La Molina, welchen er auf dem 72. Platz beendete. Bei schwedischen Meisterschaften siegte er neunmal im Snowboardcross (2003, 2004, 2008–2014).

## Teilnahmen an Weltmeisterschaften und Olympischen Winterspielen

### Olympische Winterspiele
- 2006 Turin: 28. Platz Snowboardcross

### Snowboard-Weltmeisterschaften
- 2005 Whistler: 25. Platz Snowboardcross

## Weltcup-Gesamtplatzierungen
| Saison  | Gesamt | Gesamt | Snowboardcross | Snowboardcross |
| Saison  | Punkte | Platz  | Punkte         | Platz          |
| ------- | ------ | ------ | -------------- | -------------- |
| 1998/99 | 11     | 127.   | -              | -              |
| 2001/02 | -      | -      | 28             | 87.            |
| 2002/03 | 33     | 25.    | 15             | 104.           |
| 2003/04 | 70     | 16.    | 362            | 43.            |
| 2004/05 | -      | -      | 859            | 28.            |
| 2005/06 | 581    | 133.   | 562            | 37.            |
| 2006/07 | 469    | 114.   | 469            | 24.            |
| 2007/08 | 896    | 97.    | 896            | 29.            |
| 2008/09 | 262    | 183.   | 262            | 47.            |